# ریک نیتلینگ
ریک نیتلینگ (به انگلیسی: Ryk Neethling) (زادهٔ ۱۷ نوامبر ۱۹۷۷) شناگر اهل آفریقای جنوبی است.